# 蝶の舞う日
『蝶の舞う日』（ちょうのまうひ）は、原作佐和みずえ・作画牧村ジュンによる日本の漫画作品。『蝶のように』続編の新体操漫画。

## 概要
『なかよし』（講談社）において、1986年に全3巻が発売された。

## 書誌情報
牧村ジュン,佐和みずえ 『蝶の舞う日』 講談社〈講談社コミックスなかよし〉、全3巻
- 1巻、1986年3月6日発行、ISBN 4-06-178529-X
- 2巻、1986年7月6日発行、ISBN 4-06-178544-3
- 3巻、1986年12月6日発行、ISBN 4-06-178556-7